# Бельбасар
Бельбасар (каз. Белбасар) — село в Шуском районе Жамбылской области Казахстана. Административный центр Ескишуского сельского округа. Находится примерно на правом берегу реки Чу в 16 км к юго-востоку от города Шу. Код КАТО — 316637100.
Работают пункты по приёму сахарной свеклы, зерна, мельница, хлебозавод и другие. Через Бельбасар проходит автомобильная дорога Бишкек — Шу.

## История
В советское время в селе действовал колхоз «Бельбасар» Чуйского района. В этом колхозе трудился Герой Социалистического Труда Азимбай Шалибеков. Его именем в селе названа улица Азимбая Шалибекулы.

## Население
В 1999 году население села составляло 2381 человек (1192 мужчины и 1189 женщин). По данным переписи 2009 года, в селе проживали 2473 человека (1236 мужчин и 1237 женщин).